# فيلا ديل برادو
فيلا ديل برادو (بالإنجليزية: Villa del Prado)‏ هي بلدية ومدينة في منطقة الحكم الذاتي وتقع في منطقة مدريد في وسط إسبانيا. تبلغ مساحة هذه المدينة 78.42 (كم²)، ويبلغ عدد سكانها 6462 نسمة حسب إحصاء سنة 2010 م.